# 石川邦光
石川 邦光（いしかわ くにみつ）は、江戸時代末期から大正時代の武士・政治家。仙台藩一門筆頭・角田石川家第14代（陸奥石川氏第38代）当主。宮城県伊具郡角田町初代町長。

## 生涯
天保15年（1844年）8月3日、角田石川家第13代当主・石川義光の四男として生まれる。幼名は貞力。三人の兄がいずれも夭逝したため世子となり、元治元年（1864年）に父・義光の隠居にともない家督を相続する。主君の伊達慶邦より偏諱を賜い、邦光と改名する。
仙台藩一門筆頭として戊辰戦争で活躍したが、仙台藩降伏により失領。明治2年（1869年）8月に新政府の太政官に建議し、9月13日には胆振国室蘭郡の支配を許されたので、邦光は家臣・泉忠広らと共に渡海し、11月24日に室蘭にて開拓使より引渡しを受け、翌明治3年（1870年）4月6日に第一次移民団44戸51人が室蘭に入った。邦光が移住者を率いて渡海し、国許には隠居の義光が残って家中を取りまとめる方針であったが、義光が病に倒れた上、家臣の広西岱介らが10万両を献金すれば旧領への復帰が許されるという詐欺師の甘言に乗せられて（実際に盛岡藩・庄内藩は70万両、磐城平藩は7万両を新政府に納めることで旧領復帰が許されていた）移住費用を騙し取られてしまい、家臣1,300戸の自費移住は絶望的となった。このため家中からも帰農を願い出るものが相次ぎ、やむなく支配地の返上を申し出ることになった。5月27日、邦光は室蘭郡の支配を罷免され、所轄地は伊達邦成と片倉邦憲に分割された。6月13日、邦光は一か月の謹慎を命じられた。
明治10年（1877年）、西南戦争が勃発すると旧家臣団を率いて西郷討伐に従軍し、二等少警部を拝命する。邦光ら角田勢は新撰旅団第一大隊の第二中隊に属して各地で西郷軍を討滅し、最終局面の城山の戦いにも参加した。明治22年（1889年）、町村制が施行され角田町が発足すると初代町長に就任したが、翌年には町長職を辞して移住計画に着手し、明治26年（1893年）角田から北海道空知郡幌向（現：南幌町）の湿原に、77戸250人余を率いて入植した。ところが移住計画に反対していた妻の千賀子が独断で松井倉蔵に開拓地を売却してしまう。幸いにも松井が土地を取得した理由は純粋に開拓を目的とするものであったため、両者協議の末、石川家側も松井に後事を託して権利を譲渡することに決め、以後は松井の手によって同地の開拓が進められた。角田に戻った邦光は明治29年（1896年）8月、嫡男・小膳に家督を譲り隠居した。
大正12年（1923年）8月26日死去。享年80。